# Youngwood (Pensilvania)
Youngwood es un borough ubicado en el condado de Westmoreland en el estado estadounidense de Pensilvania. En el año 2000 tenía una población de 4.138 habitantes y una densidad poblacional de 868.4 personas por km².

## Geografía
Youngwood se encuentra ubicado en las coordenadas 40°14′22″N 79°34′50″O / 40.23944, -79.58056.

## Demografía
Según la Oficina del Censo en 2000 los ingresos medios por hogar en la localidad eran de $32,917 y los ingresos medios por familia eran $43,942. Los hombres tenían unos ingresos medios de $32,596 frente a los $22,429 para las mujeres. La renta per cápita para la localidad era de $17,715. Alrededor del 5.7% de la población estaba por debajo del umbral de pobreza.